# Szczecin Słoneczne
Szczecin Słoneczne – nieczynna stacja kolejowa, położona na osiedlu Słoneczne w Szczecinie.